# Tom van Weert
 Tom van Weert (født 7. juni 1990) er en hollandsk professionel fodboldspiller, der spiller som angriber for Atromitos FC i Grækenlands Superliga. Han har tidligere spillet for AaB, FC Den Bosch, Excelsior og FC Groningen.